# Smicromyrme asinarensis
Smicromyrme asinarensis is een vliesvleugelig insect uit de familie van de mierwespen (Mutillidae). De wetenschappelijke naam van de soort is voor het eerst geldig gepubliceerd in 2007 door Pagliano & Strumia.